# 庫什尼齊亞河
庫什尼察河（烏克蘭語：Кушниця），是烏克蘭西部的河流，屬於博爾扎瓦河的左支流。該河發源自利西喬沃以東，流經外喀爾巴阡州的胡斯特區，河道全長18公里，流域面積106平方公里。